# Carcelia flava
Carcelia flava là một loài ruồi trong họ Tachinidae.